# Bluswater

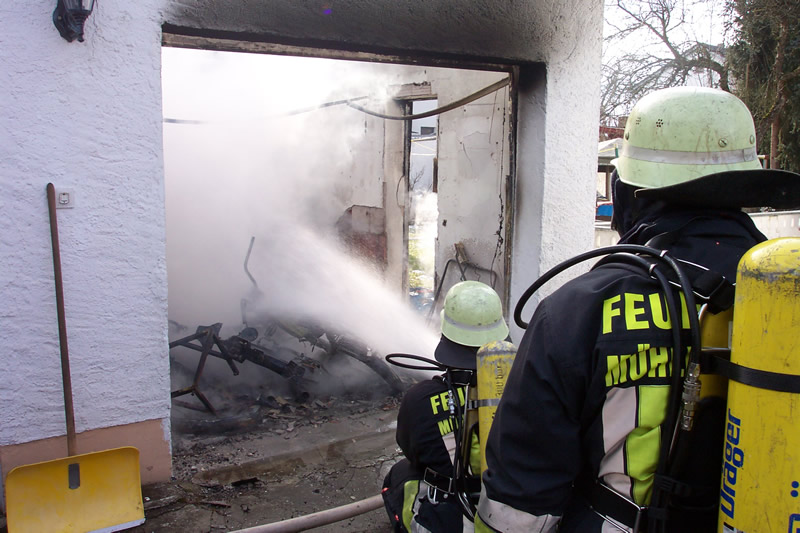
Gebruik van water als blusmiddel

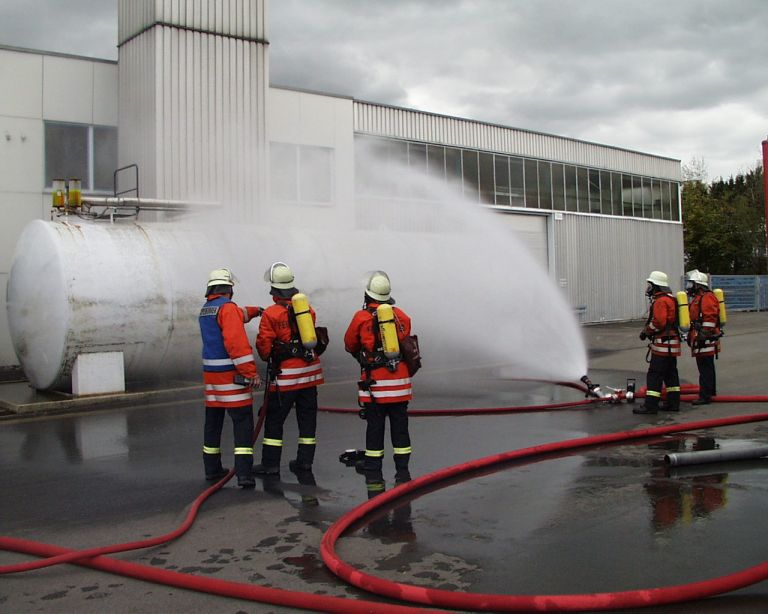
Afkoeling van een brandstoftank op een training

Bluswater wordt door de brandweer gebruikt als blusmiddel om een brand te bestrijden. Een vuur dooft als het brandende materiaal tot onder het vlampunt wordt afgekoeld.

## Voordelen
Water als blusmiddel is goedkoop, goed verkrijgbaar en effectief. Vloeibaar water verdampt bij 100 graden Celsius, dat is veel lager dan het vlampunt van veel materialen. Voor de verdamping van water is veel warmte nodig, wat aan het vuur wordt onttrokken, terwijl waterdamp de toevoer van zuurstof verhindert. Bij volledige verdamping geeft 1 liter water ongeveer 1700 liter stoom.

## Niet gebruiken
In een aantal situaties is water minder geschikt als blusmiddel:
- Metaalbranden: alkalimetalen en aardalkalimetalen reageren zeer heftig met water.
- Een hete brand in een kleine ruimte.
- Schoorsteenbrand. Door het veel grotere volume van waterdamp kan de schoorsteen schade oplopen (waardoor de brand zich uitbreidt).
- Hete vetten, oliën en wassen met een temperatuur boven 100 graden Celsius. Het bluswater zakt in de brandende substantie, gaat koken en verdampen. Door de waterdamp kan een olienevel ontstaan met explosiegevaar.
- Vloeistoffen die lichter dan water zijn, zoals benzine en dieselolie. De brandende vloeistof drijft op het bluswater en het vuur verspreidt zich. Bovendien heeft het water ónder het brandende medium geen blussend effect.
- Elektrische installaties. Bij brand in een elektrische installatie bestaat het gevaar van elektrocutie. Bovendien kunnen door kortsluiting nieuwe brandhaarden ontstaan.
- Onder een hoogspanningsleiding.
- Een brand van chemische stoffen die kunnen ontleden in toxische verbindingen, die op hun beurt met water kunnen reageren (zoals acrylonitril dat ontleedt tot waterstofcyanide en stikstofoxiden).

## Toevoegingen
Soms wordt een schuimmiddel aan het bluswater toegevoegd, zoals in brandblussers.

## Beschikbaarheid
Vaak komt bluswater via een brandkraan uit de waterleiding. De beschikbaarheid daarvan kent beperkingen. Daarom wordt indien nodig water uit open water, bluswaterriolen of speciaal daarvoor geboorde putten ingezet.